# NGC 5007
NGC 5007 ist eine elliptische Galaxie vom Hubble-Typ E-S0 im Sternbild Großer Bär, die etwa 378 Millionen Lichtjahre von der Milchstraße entfernt ist.
Das Objekt wurde am 19. März 1790 von Wilhelm Herschel mit einem 18,7-Zoll-Spiegelteleskop entdeckt, der sie dabei mit „vF, vS“ beschrieb.